# Gesta Francorum
A Gesta Francorum (’A frankok tettei’; teljes latin címén: De Gesta Francorum et aliorum Hierosolimitanorum) az első keresztes hadjáratról (1096–1099) írott latin krónika. Szerzőjének személye ismeretlen, a történelem Anonymus Gestorum Francorum, tehát ennek a műnek névtelenjének nevezte el. Van, aki I. Bohemund antiochiai fejedelemhez, Taranto hercegéhez köti a szerzőt. Mindenesetre részt vett a hadjáratban, és legalább a krónika egy részét az események közepette írta.
Nogent-i Guibert, aki a Gesta Francorum alapján írta 1108-ban saját művét (Dei Gesta per Francos), arról panaszkodik, hogy az eredeti mű "gyakran képesztette el az olvasót érdektelen ürességével". A művet mások is feldolgozták, de az eredeti szöveg ma is létezik és fontos történeti forrás.

## Részlet
„Cum iam appropinquasset ille terminus quem dominus Iesus cotidie suis demonstrat fidelibus, specialiter in euangelio dicens: "Si quis uult post me uenire, abneget semetipsum et tollat crucem suam et sequatur me" facta est igitur motio ualida per uniuersas Galliarum regiones, ut si aliquis Deum studiose puroque corde et mente sequi desideraret, atque post ipsum crucem fideliter baiulare uellet, non pigritaretur Sancti Sepulchri uiam celerius arripere. Apostolicus namque Romanae sedis ultra montanas partes quantocius profectus est cum suis archiepiscopis, episcopis, abbatibus, et presbiteris, coepitque subtiliter sermocinari et predicare, dicens, ut si quis animam suam saluam facere uellet, non dubitaret humiliter uiam incipere Domini, ac si denariorum ei deesset copia, diuina ei satis daret misericordia. Ait namque domnus apostolicus 'Fratres, uos oportet multa pati pro nomine Christi, uidelicet miserias, paupertates, nuditates, persecutiones, egestates, infirmitates, fames, sites et alia huiusmodi, sicuti Dominus ait suis discipulis: "Oportet uos pati multa pro nomine meo", et: "Nolite erubescere loqui ante facies hominum; ego uero dabo uobis os et eloquium", ac deinceps: "Persequetur uos larga retributio". Cumque iam hic sermo paulatim per uniuersas regiones ac Galliarum patrias coepisset crebrescere, Franci audientes talia protinus in dextra crucem suere scapula, dicentes sese Christi unanimiter sequi uestigia, quibus de manu erant redempti tartarea. Iamiamque Galliae suis remotae sunt domibus.”

–  Első fejezet

„{{{1}}}”

## Magyarul
- Névtelen krónikás: A frankok és a többi jeruzsálemi zarándok tettei, 13–131. oldal IN: Az első és második keresztes háború korának forrásai. (Vál., ford. Veszprémy László), Szent István Társulat, Budapest, 1999, ISBN 9789633610435

## Fordítás
- Ez a szócikk részben vagy egészben a Gesta Francorum című angol Wikipédia-szócikk fordításán alapul.  Az eredeti cikk szerkesztőit annak laptörténete sorolja fel. Ez a jelzés csupán a megfogalmazás eredetét és a szerzői jogokat jelzi, nem szolgál a cikkben szereplő információk forrásmegjelöléseként.

## Külső hivatkozások
- A teljes latin szöveg